# サヨ
サヨ（Sayo）は、エチオピアのオロミア州にある郡の一つ。この地区は、最初に住んでいたオロモ族(Sayyoo')からその名を受けた。かつて同名であった別の地区であるデムビドロは現在ケレム・ウェレガ県の一部となっている。サヨは、南はガンベラ州、西はアンフィロ、北はイェマログ・ウェレ、北西はハワ・ゲラン、東はビルビル川に接している。イルバボー県とは隔絶されている。

## 概要
サヨの土地を調査したところ、55.2％が耕作地または耕作地、4.45％が牧草地、26.51％が森林、13.83％がその他の用途となっている。コーヒーはこの地区の重要な作物であり、サヨに50平方キロメートル以上植えられている。
この地区には43の小学校と4つの中等教育学校がある。医療サービスは、3つの病院、1つの医療センター、5つの診療所、および8つの医療ポストによって提供される。これらの施設のほとんどは都市部にある。

## 人口統計
1994年の国勢調査では、この地区の総人口は16,989世帯で111,537人であり、そのうち55,693世帯が男性、55,844世帯が女性であると報告されている。 19,587人または人口の17.56％が都市居住者だった。サヨで報告された2つの最大の民族グループは、オロモ人（95.29％）とアムハラ人（3.1％）だった。他のすべての民族グループは人口の1.61％を占めていた。オロモ語は96.58％、アムハラ語は第一言語として話されていた。残りの0.63％は、報告されている他のすべての主要言語を話していた。住民の大多数はエチオピア正教会のキリスト教を観察し、50.7％がそれらの宗教としてそれを報告し、28.65％がプロテスタント、10.32％がイスラム教徒、9.25％がカトリック教徒であった。
2005年に中央統計局が発表した数字に基づくと、この地区の推定総人口は161,401人で、そのうち80,662人が男性、80,739人が女性である。35,065人または人口の21.73％は都市居住者であり、ゾーン平均の10.9％を上回っている。推定面積は1,219.69平方キロメートルで、サヨの推定人口密度は1平方キロメートルあたり132.3人であり、平均の91.7%を上回っている。
2007年の国勢調査では、この地区の総人口は116,631人であり、そのうち58,268人が男性、58,363人が女性だった。その人口はいずれも都市居住者ではなかった。住民の大多数はプロテスタントであり、56.1％が住民の宗教として報告し、25.72％がエチオピア正教会を観察し、10.83％がイスラム教徒で、5.84％がカトリック教徒だった。